# Mashteuiatsh
Mashteuiatsh, früher auch Pointe-Bleue genannt, ist ein Ort in der kanadischen Provinz Québec, der am Westufer des mehr als 1000 km² großen Lac Saint-Jean liegt, genauer westlich des von den Innu als Piékoagami oder Pekuakami („flacher See“) bezeichneten Lac Saint-Jean, etwa 6 km von Roberval entfernt. Er ist zugleich Hauptsitz der Montagnais du Lac St.-Jean, einer First Nation der Innu, die sich auf Grund ihrer traditionellen Fisch- und Stammesgebiete rund um den See als  Première Nation des Pekuakamiulnuatsh oder Ilnuatsh du Pekuakami (abgel. von Pekuakami – „flacher See“, und Ilnuatsh – „Volk“) nennen. Von den (Stand März 2013) 6.182 Pekuakamiulnuatsh leben 2.046 in Mashteuiatsh, weitere 21 in anderen Reservaten sowie der Rest außerhalb des Reservats. Sie sprechen Nehlueun („Unsere Sprache“), das zusammen mit dem Leluwewn der Bande des Innus de Pessamit (auch Pessamit Innu Band genannt) den sog. Südlichen Montagnais-Dialekt des Ilnu Aimun (auch Westliches Montagnais) bildet – zudem Quebecer Französisch.
Sie sind katholisch und ihre Gemeinde trägt den Namen der ersten indigenen Seligen (1980), von Kateri Tekakwitha (1656–1680), die einen Mohawk-Vater und eine Algonkin-Mutter hatte.

## Geschichte
Die Region ist bis heute Sitz der Innu, die sich Ilnuatsh nannten. Sie nutzten ihn schon vor der europäischen Kolonisierung als Versammlungsplatz. Ihre Vorfahren, die Tshishennuatsh, lebten hier mindestens seit 6000 Jahren; ihnen folgten die Pekuakamiulnuatsh. Sie nannten den Lac Saint-Jean Pekuakami oder Piékoagami.
Nachdem 1604 Franzosen einen Handelsstützpunkt in Tadoussac gegründet hatten, zogen auch erstmals Innu aus der Region um Mashteuiatsh dorthin. Daher waren sie für die Franzosen Montagnais, denn sie kamen aus den Bergen an die Küste. Sie selbst nannten sich Kakouchak, also nach ihrem Totemtier Stachelschweine. Sie tauschten Felle und Pelze gegen Eisenwaren, wie Töpfe, Pfannen oder Messer. Schnell wurden sie die einzigen Lieferanten, erhielten also ein Monopol, das sie bis Mitte des 17. Jahrhunderts aufrechterhielten. Dabei achteten sie sorgsam darauf, dass die Franzosen weder ihre Gebiete, noch die Handelsgebräuche oder Tauschwerte erfuhren. Doch dann brachten Kriege zwischen Franzosen und Engländern, die Pocken, zu starke Bejagung und Hunger die Bevölkerung zum Zusammenbruch, so dass sie erstmals andere Indigene in ihr Land ließen. Die frankophone Bevölkerung nannte die Innu einfach „Montagnais du Lac-saint-Jean“.
Mit der Übernahme Neufrankreichs durch Großbritannien ab 1760 bzw. 1763 begann London Gebiete für Indianer zu reservieren, ihnen auch die Entscheidung über Lebensraum und Religion zu überlassen, doch bestimmten sie nun, wer Indianer sei. Nach dem Tod des Häuptlings (Otchimao) Siméon im Jahr 1849 agierte Peter McLeod als sein Nachfolger. Er unternahm 1852 den ersten Versuch, ein Reservat für die Indianer der Gegend in Metabetchouan einzurichten.
Am 25. Juli 1856 wurde noch unter britischer Kolonialherrschaft das Reservat Ouiatchouan eingerichtet, für das sich nach und nach der Name Pointe Bleue durchsetzte, nach dem Widerschein des Sees, während die Innu den Platz anfangs Ka Mestasiats nannten, pointe de terre. Es zog sich 5,35 km am See entlang und hatte eine Breite von etwa 16 km. 1869 mussten die Innu den überwiegenden Teil des Hinterlandes abtreten, so dass nur ein Streifen von 1,6 km Breite, also ein Zehntel der Fläche übrig blieb. 1870 lebten dort 30 Familien. Ihr Häuptling war Basile, doch kamen bereits 1857 die ersten Abenaki zu ihnen.
1866 eröffnete die Hudson’s Bay Company einen Handelsposten im Reservat, 1875 erschienen die Oblaten zum missionieren. Schritt für Schritt wurde das Reservat verkleinert. Der Ort erhielt seinen heutigen Namen erst 1985; er wurde 1987 offiziell anerkannt. 1921 hatte das Reservat 1.878 Einwohner, dazu kamen 549 Angehörige, die außerhalb des Reservats lebten. 1984 lebten von den 1.947 Stammesangehörigen 1.428 im Reservat.
1977 entstand das Musée amérindien des Ortes, das sich mit der Geschichte der Innu in der Region befasst. Als Eingangsschule bestand die Amisk-Schule, zum Besuch der Secondary School mussten die Schüler nach Roberval oder Saint-Félicien fahren. 1983–84 besuchten 296 Schüler die Grundschule, 140 eine Secondary School, 35 besuchten ein Collège d’enseignement général et professionnel und weitere 25 eine Universität.
1978 sprachen 44 % der Gemeinde nur Französisch, 19 % sprachen Innu und Französisch, 21 % Englisch und Französisch, 14 % alle drei Sprachen. Der Stammesrat (band council) war der größte Arbeitgeber mit 80 Stellen, davon 65 im Lehrbetrieb. Zugleich drohte die Gemeinde, die viele Weiße integriert hatte, und in der zahlreiche Nachkommen gemischter Ehen lebten, in eine Gruppe der Traditionalisten und eine der Assimilierten zu zerfallen. Die einen wurden unzutreffend als Métis (nicht mit der ethnischen Gruppe gleichen Namens zu verwechseln) bezeichnet, die anderen als „reine Indianer“. Erstere hatten sich kulturell angepasst, beherrschten die örtliche Politik, akkumulierten stärker Vermögen und waren deutlich stärker auf Konkurrenz ausgerichtet. Der Zugriff auf Ressourcen und Informationen des Stammesbüros (band office) verstärkte diese Spaltung.
Seither hat sich die Situation in sprachlicher Hinsicht gewandelt. Über die Hälfte der Innu spricht die Muttersprache, doch in der Gemeinde und in Essipit lag dieser Anteil 2005 bei fast 95 %.